# Weißhausstraße
De Weißhausstraße (L396) is een 2,85 kilometer lange Landesstraße (lokale weg) in het district Reutte in de Oostenrijkse deelstaat Tirol.
De L396 is een verbindingsweg tussen de Reuttener Straße (L69) (bij Vils) en de Oostenrijks-Duitse grens bij Weißhaus en Füssen, waar de weg aansluit op de Duitse B17., Langs de weg bevindt zich bij de oprit naar de B179 een Raststation. De weg wordt ook gebruikt als alternatieve route om de binnenstad van Füssen te omzeilen.
Over de Weißhausstraße reden in 2005 gemiddeld 4158 voertuigen per dag, waarvan gemiddeld 170 vrachtwagens. Op de Weißhausstraße bestaat sinds 20 november 1996 een rijverbod voor voertuigen met een gezamenlijk gewicht van meer dan 7,5 ton. Hulpdiensten en bestemmingsverkeer zijn hiervan uitgesloten, evenals de vrachtwagens waarvan de standplaats in de direct omliggende Oostenrijkse dan wel Duitse districten en steden gelegen is. Ook eigenaars met een voertuig boven de 7,5 ton afkomstig uit de Zuid-Tiroler districten Burggrafenamt en Vinschgau mogen van de weg gebruikmaken.